# Club Brugge Koninklijke Voetbalvereniging 2012-2013
Questa voce raccoglie le informazioni riguardanti il Club Brugge Koninklijke Voetbalvereniging nelle competizioni ufficiali della stagione 2012-2013.

## Stagione
Il Club Bruges chiuse la stagione al 3º posto in classifica, centrando così la qualificazione all'Europa League 2013-2014. Nella Coppa del Belgio 2012-2013, la squadra non andò oltre gli ottavi di finale, venendo eliminata dal Cercle Bruges. La formazione belga partecipò inoltre alla Champions League 2012-2013, ma fu sconfitta dal Copenaghen al terzo turno di qualificazione. Ripescato in Europa League, il Club Bruges non superò la fase a gironi, in cui era contrapposto a Bordeaux, Marítimo e Newcastle.
Il calciatore più utilizzato in stagione fu Maxime Lestienne con 47 presenze (38 in campionato, 2 nella coppa nazionale, una in Champions League e 6 in Europa League). Il miglior marcatore fu invece Carlos Bacca, con 28 reti (25 in campionato e 3 in Europa League).

## Maglie e sponsor
Lo sponsor tecnico per la stagione 2012-2013 fu Puma, mentre lo sponsor ufficiale fu Belfius. La divisa casalinga era composta da una maglia a strisce blu e nere, con pantaloncini e calzettoni neri. Quella da trasferta era invece totalmente gialla, con inserti neri.
| Casa | Trasferta |

## Rosa
| N. |                               | Ruolo | Calciatore       |
| -- | ----------------------------- | ----- | ---------------- |
| 2  | Norvegia (bandiera)           | D     | Tom Høgli        |
| 3  | Svezia (bandiera)             | D     | Michael Almebäck |
| 4  | Belgio (bandiera)             | D     | Carl Hoefkens    |
| 5  | Svezia (bandiera)             | D     | Fredrik Stenman  |
| 6  | Ghana (bandiera)              | C     | Enoch Adu        |
| 6  | Danimarca (bandiera)          | C     | Niki Zimling     |
| 7  | Belgio (bandiera)             | A     | Mohammed Tchité  |
| 8  | Israele (bandiera)            | C     | Lior Refaelov    |
| 9  | Belgio (bandiera)             | A     | Björn Vleminckx  |
| 10 | Danimarca (bandiera)          | C     | Jesper Jørgensen |
| 11 | Belgio (bandiera)             | C     | Jonathan Blondel |
| 13 | Spagna (bandiera)             | C     | Víctor Vázquez   |
| 14 | Danimarca (bandiera)          | D     | Jim Larsen       |
| 15 | Nigeria (bandiera)            | A     | Joseph Akpala    |
| 16 | Belgio (bandiera)             | C     | Maxime Lestienne |
| 17 | Macedonia del Nord (bandiera) | A     | Ivan Tričkovski  |
| 18 | Paesi Bassi (bandiera)        | D     | Ryan Donk        |
| 19 | Belgio (bandiera)             | D     | Thomas Meunier   |

| N. |                       | Ruolo | Calciatore           |
| -- | --------------------- | ----- | -------------------- |
| 20 | Belgio (bandiera)     | D     | Thibaut Van Acker    |
| 21 | Belgio (bandiera)     | D     | Bart Buysse          |
| 22 | Islanda (bandiera)    | A     | Eiður Guðjohnsen     |
| 22 | Spagna (bandiera)     | C     | Jordi                |
| 25 | Norvegia (bandiera)   | A     | Mushaga Bakenga      |
| 27 | Belgio (bandiera)     | D     | Jimmy De Jonghe      |
| 28 | Belgio (bandiera)     | D     | Jannes Vansteenkiste |
| 29 | Belgio (bandiera)     | A     | Zinho Gano           |
| 32 | Belgio (bandiera)     | C     | Vadis Odjidja-Ofoe   |
| 33 | Serbia (bandiera)     | P     | Vladan Kujović       |
| 39 | Serbia (bandiera)     | P     | Bojan Jorgačević     |
| 40 | Belgio (bandiera)     | C     | Björn Engels         |
| 41 | Belgio (bandiera)     | C     | Birger Verstraete    |
| 50 | Belgio (bandiera)     | P     | Sven Dhoest          |
| 60 | Belgio (bandiera)     | D     | Laurens De Bock      |
| 70 | Colombia (bandiera)   | A     | Carlos Bacca         |
| 90 | Costa Rica (bandiera) | D     | Óscar Duarte         |

## Calciomercato

### Sessione estiva(dal 01/07 al 31/08)
| Acquisti | Acquisti         | Acquisti       | Acquisti      |
| R.       | Nome             | da             | Modalità      |
| -------- | ---------------- | -------------- | ------------- |
| D        | Bart Buysse      |                | svincolato    |
| D        | Júnior Díaz      | Wisła Cracovia | fine prestito |
| D        | Jim Larsen       | Rosenborg      | definitivo    |
| C        | Jesper Jørgensen | Gent           | definitivo    |
| A        | Dorge Kouemaha   | Kaiserslautern | fine prestito |
| A        | Mohammed Tchité  | Standard Liegi | definitivo    |
| A        | Ivan Tričkovski  | APOEL          | definitivo    |

| Cessioni | Cessioni           | Cessioni              | Cessioni   |
| R.       | Nome               | a                     | Modalità   |
| -------- | ------------------ | --------------------- | ---------- |
| P        | Colin Coosemans    | Waasland-Beveren      | prestito   |
| D        | Marcos Camozzato   |                       | svincolato |
| D        | Cleber             |                       | svincolato |
| D        | Fries Deschilder   | Eindhoven             | prestito   |
| D        | Jimmy De Jonghe    | Zulte Waregem         | prestito   |
| D        | Júnior Díaz        | Magonza               | prestito   |
| D        | Pietro Perdichizzi | Zulte Waregem         | prestito   |
| D        | Daan van Gijseghem | Mons                  | definitivo |
| A        | Joseph Akpala      | Werder Brema          | definitivo |
| A        | Mushaga Bakenga    | Cercle Bruges         | prestito   |
| A        | Dorge Kouemaha     | Eintracht Francoforte | prestito   |
| A        | Nick van Belle     | Westerlo              | definitivo |

### Sessione invernale(dal 01/01 al 31/01)
| Acquisti | Acquisti         | Acquisti              | Acquisti      |
| R.       | Nome             | da                    | Modalità      |
| -------- | ---------------- | --------------------- | ------------- |
| D        | Laurens De Bock  | Lokeren               | definitivo    |
| D        | Óscar Duarte     | Saprissa              | definitivo    |
| C        | Enoch Adu        | Nordsjælland          | definitivo    |
| A        | Eiður Guðjohnsen | Cercle Bruges         | definitivo    |
| A        | Dorge Kouemaha   | Eintracht Francoforte | fine prestito |

| Cessioni | Cessioni          | Cessioni       | Cessioni   |
| R.       | Nome              | a              | Modalità   |
| -------- | ----------------- | -------------- | ---------- |
| D        | Thibaut Van Acker | Beerschot      | prestito   |
| C        | Jordi             | Rayo Vallecano | prestito   |
| C        | Niki Zimling      | Magonza        | definitivo |
| A        | Dorge Kouemaha    | Gaziantepspor  | prestito   |
| A        | Björn Vleminckx   | Gençlerbirliği | prestito   |

## Risultati

### Division I

#### Girone di andata
| Arbitro: | Smet |

|                                     |           |                    |
| Refaelov 5’ (rig.), 29’ Meunier 39’ | Marcatori | 44’ Alves da Silva |

| Arbitro: | Van De Velde |

|  |           |             |
|  | Marcatori | 19’ Meunier |

| Arbitro: | Gumienny (Sint-Truiden) |

|                                             |           |                                      |
| Enevoldsen 34’ Van Tricht 42’ De Petter 75’ | Marcatori | 32’, 60’ (rig.) Refaelov 40’ Meunier |

| Arbitro: | Bourdouxhe |

|                                   |           |             |
| Bacca 19’ Blondel 74’ Meunier 90’ | Marcatori | 47’ Wuytens |

| Arbitro: | Dierick |

|                  |           |                                  |
| Jarju 65’ (rig.) | Marcatori | 60’ Tchité 78’ Vázquez 85’ Bacca |

| Arbitro: | Delferière |

|                                              |           |                              |
| Bacca 5’, 90’ Refaelov 22’ (rig.) Tchité 35’ | Marcatori | 9’ (rig.) González 90’ Biton |

| Arbitro: | Smet |

|              |           |           |
| Zukanović 5’ | Marcatori | 63’ Bacca |

| Arbitro: | Boucaut |

|                                  |           |  |
| Lestienne 2’, 47’, 61’ Bacca 36’ | Marcatori |  |

| Arbitro: | Efong Nzolo |

|                             |           |                                |
| Mboyo 5’ Remacle 34’ (rig.) | Marcatori | 24’ (rig.) Bacca 40’ Lestienne |

| Arbitro: | Dierick |

|          |           |                |
| Bacca 8’ | Marcatori | 53’ De Ceulaer |

| Arbitro: | Liesveld |

|                                         |           |          |
| Savaneh 11’, 35’, 78’ (rig.) Karuru 81’ | Marcatori | 4’ Bacca |

| Arbitro: | Bourdouxhe |

|                 |           |                                     |
| Tchité 24’, 70’ | Marcatori | 15’ Harbaoui 26’ De Pauw 51’ Patosi |

| Arbitro: | Gumienny |

|                            |           |                |
| Bourabia 22’, 29’ Said 86’ | Marcatori | 18’, 80’ Bacca |

| Arbitro: | Efong Nzolo |

|  |           |            |
|  | Marcatori | 36’ Hazard |

| Arbitro: | Wouters |

|                                                                                     |           |               |
| Bruno 22’ Mbokani 33’ Jovanović 41’ (rig.) Kljestan 54’ Biglia 86’ (rig.) Praet 90’ | Marcatori | 59’ Lestienne |

#### Girone di ritorno
| Arbitro: | Boucaut |

|                               |           |                                                              |
| Ladrière 84’ Sonck 87’ (rig.) | Marcatori | 11’, 59’ Bacca 13’, 34’ Refaelov 53’ Lestienne 71’ Vleminckx |

| Arbitro: | Vervecken |

|               |           |  |
| Vleminckx 53’ | Marcatori |  |

| Arbitro: | Gumienny |

|               |           |              |
| Vleminckx 48’ | Marcatori | 72’ Pedersen |

| Arbitro: | Wiedemeijer |

|           |           |                                                                          |
| Dayan 71’ | Marcatori | 3’ Donk 31’, 64’ Bacca 34’ Lestienne 58’ Tchité 84’ Zimling 87’ Refaelov |

| Arbitro: | Verbist |

|                         |           |  |
| Bacca 32’ Lestienne 90’ | Marcatori |  |

| Arbitro: | Wouters |

|            |           |                              |
| Ezekiel 1’ | Marcatori | 51’, 76’ Lestienne 90’ Bacca |

| Bruges 26 dicembre 2012, ore 18:00 22ª giornata | Club Bruges | 0 – 0 referto | Kortrijk | Jan Breydel Stadion (28.213 spett.)\| Arbitro: \| Boucaut \| |
| Arbitro:                                        | Boucaut     |               |          |                                                              |

| Arbitro: | Van De Velde |

|  |           |                                            |
|  | Marcatori | 36’ Duarte 90’ Guðjohnsen 90’ Odjidja-Ofoe |

| Bruges 27 gennaio 2013, ore 14:30 24ª giornata | Club Bruges | 0 – 0 referto | Gent | Jan Breydel Stadion (29.042 spett.)\| Arbitro: \| Delferière \| |
| Arbitro:                                       | Delferière  |               |      |                                                                 |

| Arbitro: | Verbist |

|                                                             |           |           |
| De Bock 12’ (aut.) Hyland 58’ (rig.) Barda 88’ Limbombe 90’ | Marcatori | 86’ Bacca |

| Arbitro: | Lardot |

|                                           |           |              |
| Lestienne 62’ Refaelov 66’ Tričkovski 83’ | Marcatori | 50’ Geraerts |

| Arbitro: | Dierick |

|           |           |            |
| Marić 19’ | Marcatori | 8’ Vázquez |

| Arbitro: | Lardot |

|                            |           |                          |
| Odjidja-Ofoe 19’ Bacca 62’ | Marcatori | 78’ Bruno 86’ Armenteros |

| Arbitro: | Vervecken |

|              |           |                          |
| Skúlason 90’ | Marcatori | 48’ Bacca 87’ Guðjohnsen |

| Arbitro: | Vink |

|                             |           |  |
| Lestienne 3’ Bacca 13’, 32’ | Marcatori |  |

#### Play-off scudetto

##### Girone di andata
| Arbitro: | Gumienny |

|  |           |                          |
|  | Marcatori | 31’ Batshuayi 45’ Buyens |

| Arbitro: | Dierick |

|            |           |                                                       |
| Mokulu 13’ | Marcatori | 38’ Lestienne 45’ Duarte 49’ (rig.), 66’ Odjidja-Ofoe |

| Arbitro: | Verbist |

|             |           |                 |
| Mbokani 60’ | Marcatori | 28’ (aut.) Odoi |

| Arbitro: | Gumienny |

|                                         |           |                                |
| Donk 37’ Jørgensen 83’ Odjidja-Ofoe 86’ | Marcatori | 13’, 58’, 73’ Leye 43’ Berrier |

| Arbitro: | Efong Nzolo |

|  |           |                          |
|  | Marcatori | 21’ Bacca 89’ Guðjohnsen |

##### Girone di ritorno
| Arbitro: | Gumienny |

|                    |           |           |
| Lestienne 15’, 62’ | Marcatori | 65’ Bruno |

| Arbitro: | Wouters |

|                            |           |              |
| Lestienne 45’ Refaelov 78’ | Marcatori | 38’ Harbaoui |

| Arbitro: | Delferière |

|                                     |           |                                               |
| Duarte 51’ (aut.) M'Poku 61’ (rig.) | Marcatori | 6’ Lestienne 31’ Duarte 45’ Bacca 71’ Vázquez |

| Arbitro: | Boucaut |

|                                                                 |           |               |
| Hazard 12’ (rig.) Leye 35’, 62’ De Fauw 57’ Almebäck 88’ (aut.) | Marcatori | 53’, 78’ Donk |

| Arbitro: | Verbist |

|           |           |  |
| Bacca 31’ | Marcatori |  |

### Coppa del Belgio
| Arbitro: | Vertenten |

|                                          |           |  |
| Jordi 33’ Odjidja-Ofoe 37’ Vleminckx 85’ | Marcatori |  |

| Arbitro: | Delferière |

|  |           |               |
|  | Marcatori | 7’ Guðjohnsen |

### Champions League
| Copenaghen 1º agosto 2012, ore 20:00 Terzo turno di qualificazione - Andata | Copenaghen | 0 – 0 referto | Club Bruges | Parken Stadium\| Arbitro: \| Hategan \| |
| Arbitro:                                                                    | Hategan    |               |             |                                         |

| Arbitro: | Koukoulakis |

|                       |           |                                      |
| Jordi 24’ Odjidja 66’ | Marcatori | 61’ Jørgensen 78’ Bolaños 90’ Santin |

### Europa League
| Arbitro: | Jug |

|  |           |                                    |
|  | Marcatori | 58’ Blondel 77’ Refaelov 90’ Bacca |

| Arbitro: | Aytekin |

|                                             |           |             |
| Larsen 25’ Vázquez 48’ Tchité 54’ Bacca 66’ | Marcatori | 34’ Szakály |

| Arbitro: | Bezborodov |

|                                                    |           |  |
| Sané 13’ Gouffran 27’ Engels 47’ (aut.) Jussiê 66’ | Marcatori |  |

| Arbitro: | Trattou |

|                         |           |  |
| Bacca 57’ Vleminckx 71’ | Marcatori |  |

| Arbitro: | Hansson |

|             |           |  |
| Obertan 48’ | Marcatori |  |

| Arbitro: | Banti |

|                              |           |                      |
| Tričkovski 14’ Jørgensen 19’ | Marcatori | 41’ Anita 43’ Ameobi |

| Arbitro: | Meyer |

|               |           |                |
| Lestienne 86’ | Marcatori | 3’, 40’ Jussiê |

| Arbitro: | Boiko |

|                      |           |                     |
| Abreu 18’ Héldon 87’ | Marcatori | 85’ (rig.) Refaelov |

## Statistiche

### Statistiche di squadra
| Competizione     | Punti | In casa | In casa | In casa | In casa | In casa | In casa | In trasferta | In trasferta | In trasferta | In trasferta | In trasferta | In trasferta | Totale | Totale | Totale | Totale | Totale | Totale | DR  |
| Competizione     | Punti | G       | V       | N       | P       | Gf      | Gs      | G            | V            | N            | P            | Gf           | Gs           | G      | V      | N      | P      | Gf     | Gs     | DR  |
| ---------------- | ----- | ------- | ------- | ------- | ------- | ------- | ------- | ------------ | ------------ | ------------ | ------------ | ------------ | ------------ | ------ | ------ | ------ | ------ | ------ | ------ | --- |
| Division I       | 54    | 15      | 8       | 5       | 2       | 29      | 13      | 15           | 7            | 4            | 4            | 37           | 30           | 30     | 15     | 9      | 6      | 66     | 43     | +23 |
| Coppa del Belgio | -     | 2       | 1       | 0       | 1       | 3       | 1       | 0            | 0            | 0            | 0            | 0            | 0            | 2      | 1      | 0      | 1      | 1      | 3      | -2  |
| Champions League | -     | 1       | 0       | 0       | 1       | 2       | 3       | 1            | 0            | 1            | 0            | 0            | 0            | 2      | 0      | 1      | 1      | 2      | 3      | -1  |
| Europa League    | -     | 4       | 2       | 1       | 1       | 9       | 5       | 4            | 1            | 0            | 3            | 4            | 7            | 8      | 2      | 2      | 2      | 5      | 6      | -1  |
| Totale           | -     | 22      | 11      | 6       | 5       | 43      | 22      | 20           | 8            | 5            | 7            | 41           | 37           | 42     | 18     | 12     | 10     | 74     | 55     | +19 |

### Statistiche dei giocatori
| Giocatore        | Division I | Division I | Division I  | Division I | Coppa del Belgio | Coppa del Belgio | Coppa del Belgio | Coppa del Belgio | Champions League+Europa League | Champions League+Europa League | Champions League+Europa League | Champions League+Europa League | Totale   | Totale | Totale      | Totale     |
| Giocatore        | Presenze   | Reti       | Ammonizioni | Espulsioni | Presenze         | Reti             | Ammonizioni      | Espulsioni       | Presenze                       | Reti                           | Ammonizioni                    | Espulsioni                     | Presenze | Reti   | Ammonizioni | Espulsioni |
| ---------------- | ---------- | ---------- | ----------- | ---------- | ---------------- | ---------------- | ---------------- | ---------------- | ------------------------------ | ------------------------------ | ------------------------------ | ------------------------------ | -------- | ------ | ----------- | ---------- |
| E. Adu           | 11         | 0          | 1           | 0          | 0                | 0                | 0                | 0                | 0                              | 0                              | 0                              | 0                              | 11       | 0      | 1           | 0          |
| J. Akpala        | 3          | 0          | 0           | 0          | 0                | 0                | 0                | 0                | 2+0                            | 0                              | 0                              | 0                              | 5        | 0      | 0           | 0          |
| M. Bakenga       | 0          | 0          | 0           | 0          | 0                | 0                | 0                | 0                | 0                              | 0                              | 0                              | 0                              | 0        | 0      | 0           | 0          |
| M. Almebäck      | 13         | 0          | 4           | 1          | 2                | 0                | 0                | 0                | 0+6                            | 0                              | 0+2                            | 0                              | 21       | 0      | 6           | 1          |
| C. Bacca         | 35         | 25         | 8           | 0          | 2                | 0                | 0                | 0                | 0+7                            | 0+3                            | 0                              | 0                              | 44       | 28     | 8           | 0          |
| J. Blondel       | 15         | 1          | 6           | 0          | 0                | 0                | 0                | 0                | 2+7                            | 0+1                            | 1+3                            | 0                              | 24       | 2      | 10          | 0          |
| B. Buysse        | 13         | 0          | 2           | 0          | 1                | 0                | 0                | 0                | 0+3                            | 0                              | 0                              | 0                              | 17       | 0      | 2           | 0          |
| L. De Bock       | 11         | 0          | 3           | 3          | 0                | 0                | 0                | 0                | 0                              | 0                              | 0                              | 0                              | 11       | 0      | 3           | 3          |
| J. De Jonghe     | 0          | 0          | 0           | 0          | 0                | 0                | 0                | 0                | 0                              | 0                              | 0                              | 0                              | 0        | 0      | 0           | 0          |
| S. Dhoest        | 0          | 0          | 0           | 0          | 0                | 0                | 0                | 0                | 0                              | 0                              | 0                              | 0                              | 0        | 0      | 0           | 0          |
| R. Donk          | 32         | 4          | 10          | 1          | 1                | 0                | 0                | 0                | 2+5                            | 0                              | 0+1                            | 0                              | 40       | 4      | 11          | 1          |
| Ó. Duarte        | 17         | 3          | 1           | 2          | 0                | 0                | 0                | 0                | 0                              | 0                              | 0                              | 0                              | 17       | 3      | 1           | 2          |
| B. Engels        | 0          | 0          | 0           | 0          | 0                | 0                | 0                | 0                | 1                              | 0                              | 0                              | 0                              | 1        | 0      | 0           | 0          |
| Z. Gano          | 0          | 0          | 0           | 0          | 0                | 0                | 0                | 0                | 0                              | 0                              | 0                              | 0                              | 0        | 0      | 0           | 0          |
| E. Guðjohnsen    | 18         | 3          | 1           | 0          | 0                | 0                | 0                | 0                | 0                              | 0                              | 0                              | 0                              | 18       | 3      | 1           | 0          |
| C. Hoefkens      | 24         | 0          | 10          | 0          | 1                | 0                | 0                | 0                | 2+7                            | 0                              | 1+1                            | 0                              | 34       | 0      | 12          | 0          |
| T. Høgli         | 24         | 0          | 2           | 0          | 2                | 0                | 0                | 0                | 0+4                            | 0                              | 0+1                            | 0                              | 30       | 0      | 3           | 0          |
| Jordi            | 15         | 0          | 4           | 0          | 2                | 1                | 0                | 0                | 2+8                            | 1+0                            | 0+1                            | 0                              | 27       | 2      | 5           | 0          |
| B. Jorgačević    | 12         | 0          | 2           | 0          | 0                | 0                | 0                | 0                | 0+7                            | 0                              | 0                              | 0                              | 19       | 0      | 2           | 0          |
| J. Jørgensen     | 25         | 1          | 4           | 0          | 1                | 0                | 0                | 0                | 0+6                            | 0+1                            | 0+1                            | 0                              | 32       | 2      | 5           | 0          |
| V. Kujović       | 29         | 0          | 3           | 0          | 2                | 0                | 0                | 0                | 2+1                            | 0                              | 0                              | 0                              | 34       | 0      | 3           | 0          |
| J. Larsen        | 13         | 0          | 5           | 1          | 0                | 0                | 0                | 0                | 2+2                            | 0+1                            | 1+0                            | 0                              | 17       | 1      | 6           | 1          |
| M. Lestienne     | 38         | 17         | 4           | 0          | 2                | 0                | 0                | 0                | 1+6                            | 0+1                            | 0+1                            | 0                              | 47       | 18     | 5           | 0          |
| T. Meunier       | 21         | 4          | 2           | 0          | 1                | 0                | 0                | 0                | 2+4                            | 0                              | 2+1                            | 0                              | 28       | 4      | 5           | 0          |
| V. Odjidja-Ofoe  | 31         | 5          | 9           | 1          | 2                | 1                | 0                | 0                | 2+7                            | 1+0                            | 0+2                            | 0                              | 42       | 7      | 11          | 1          |
| L. Refaelov      | 28         | 10         | 4           | 0          | 1                | 0                | 0                | 0                | 2+5                            | 2+0                            | 0                              | 0                              | 36       | 12     | 4           | 0          |
| F. Stenman       | 17         | 0          | 1           | 0          | 1                | 0                | 0                | 0                | 0                              | 0                              | 0                              | 0                              | 18       | 0      | 1           | 0          |
| M. Tchité        | 21         | 5          | 0           | 0          | 1                | 0                | 0                | 0                | 2+5                            | 0+1                            | 0+1                            | 0                              | 29       | 6      | 1           | 0          |
| I. Tričkovski    | 19         | 1          | 1           | 0          | 1                | 0                | 0                | 0                | 0+3                            | 0+1                            | 0                              | 0                              | 23       | 2      | 1           | 0          |
| T. Van Acker     | 8          | 0          | 1           | 0          | 1                | 0                | 0                | 0                | 1+4                            | 0                              | 0                              | 0                              | 14       | 0      | 1           | 0          |
| J. Vansteenkiste | 0          | 0          | 0           | 0          | 0                | 0                | 0                | 0                | 0                              | 0                              | 0                              | 0                              | 0        | 0      | 0           | 0          |
| V. Vázquez       | 28         | 3          | 5           | 1          | 1                | 0                | 0                | 0                | 1+4                            | 0+1                            | 0                              | 0                              | 34       | 4      | 5           | 1          |
| B. Verstraete    | 4          | 0          | 1           | 0          | 1                | 0                | 0                | 0                | 1                              | 0                              | 0                              | 0                              | 6        | 0      | 1           | 0          |
| B. Vleminckx     | 10         | 3          | 2           | 0          | 2                | 1                | 1                | 0                | 0+3                            | 0+1                            | 0+1                            | 0                              | 15       | 5      | 4           | 0          |
| N. Zimling       | 7          | 1          | 1           | 0          | 0                | 0                | 0                | 0                | 2+1                            | 0                              | 0                              | 0                              | 10       | 1      | 1           | 0          |